# Ching Hai
Ching Hai (polska wymowa Czing Hai), Najwyższa Mistrzyni Ching Hai w jęz. chińskim: 清海无上师, znaczenie dosłowne "Czysty Ocean" – duchowy nauczyciel metody Quan Yin. Szacuje się, że na świecie ma ponad 20 000 wyznawców.
Ching Hai jest poetką, malarką, muzykiem i wydaje własne książki opatrzone nagłówkiem Supreme Master Ching Hai International Association. Grupa otwiera wegańskie restauracje na całym świecie. Ching Hai projektuje i sprzedaje biżuterię i ubrania. Ching Hai była krytykowana za rzekomo ostentacyjne okazywanie hojności.

## Życiorys
Tygodnik San Francisco Weekly opublikował dane z 1995 roku, zebrane przez studenta dziennikarstwa z Uniwersytetu Berkeley, który twierdzi, że urodziła się 12 maja 1950 roku w małej wiosce w prowincji Quảng Ngãi w Wietnamie jako Trịnh Đăng Huệ, jej matka była Wietnamką, a ojciec z pochodzenia Chińczykiem. Trịnh pracowała jako tłumacz dla Czerwonego Krzyża w Europie i związała się z niemieckim lekarzem i naukowcem, który udzielał się w akcjach pomocy. Pobrali się, ale rozstali po dwóch latach, gdy opuściła go i wyjechała w poszukiwaniu duchowego oświecenia. W 1979 roku w Niemczech spotkała buddyjskiego mnicha, u którego uczyła się przez trzy lata, jego klasztor jednak nie przyjmował kobiet. Następnie wyjechała do Indii, gdzie została uczennicą Thakara Singha. Podczas pobytu w jego aszramie, poznała technikę kontemplacji wewnętrznego „światła i dźwięku”, która stała się podstawą metody Quan Yin. Według Patricii Thornton, Ching Hai została uznana za duchowego przywódcę w 1982 roku, kiedy w małym sklepiku w pobliżu Gangesu próbowała kupić świętą księgę Bhagavad-Gitę. Sprzedawca twierdził, że nie ma jej na stanie, ale ona z uporem nalegała, że ją tam widziała. W wyniku szczegółowych poszukiwań, książkę znaleziono w zapieczętowanym pudle. Szybko rozniosła się wiadomość, że Ching Hai ma „niezwykle dobrze rozwinięte trzecie oko”.
W 1983 roku została uczennicą wietnamskiego mnicha buddyjskiego przebywającego na Tajwanie, Jing-Xing. Jing-Xing wyświęcił ją w 1984 roku, nadając jej imię „Thanh Hải”. Tłumaczenie na mandaryński brzmi Qing Hai (清海; w transkrypcji angielskiej Ching Hai), co w dosłownym tłumaczeniu znaczy „Czysty Ocean”.
Nie pobiera żadnych opłat za członkostwo ani za inicjację, a większość finansowego wsparcia pochodzi z Tajwanu, gdzie mieszka największa liczba jej wyznawców. W USA jej uczniami są przeważnie nowi imigranci z Chin i Wietnamu. W Polsce związek został zarejestrowany w 1992 r.
Ching Hai została opisana przez Rafera Guzmána z Metroactive jako „osoba szukająca reklamy”. Sama przyznaje, że jej organizacja jest duża i ma ośrodki medytacyjne w 40-50 krajach. Członkowie organizacji otwierają wegańskie (ściśle wegetariańskie) restauracje. Przez internet można zamówić biżuterię, ubrania i inne produkty.

## Profil międzynarodowy
W 1994 r. siedmiu gubernatorów w USA ogłosiło 22 lutego Dniem Najwyższej Mistrzyni Ching Hai w uznaniu jej działalności charytatywnej (w tym ówczesny gubernator stanu Iowa, Terry Branstad, za 65000 dolarów dotacji na pomoc humanitarną dla ofiar powodzi z 1993 r.) Jednak w tym samym roku, 200 000 dolarów, które ponoć obiecała organizacji pomocy dla południowej Kalifornii na rzecz walki z pożarami, podobno nigdy nie napłynęło.
W 1994 roku samorząd prowincji Vĩnh Long w Wietnamie wydał oświadczenie, że Ching Hai uprawia „propagandę religijną”, która zamierza wspierać nielegalną opozycję przeciw komunistycznemu rządowi. Podjęto kroki likwidujące działalność jej organizacji w tym kraju, a wielu członków zostało uwięzionych. W 1996 roku, starając się zbudować poparcie polityczne za granicą, Ching Hai zwróciła się do swoich zwolenników z prośbą o dotacje dla ówczesnego prezydenta USA Billa Clintona, w celu opłacenia jego kosztów prawnych. Charlie Trie, uważany za wyznawcę, zebrał wtedy sumę 880 tys. dolarów. Jednak pieniądze zostały zwrócone, gdy stwierdzono nieprawidłowości.
Ching Hai została określona w zachodniej prasie jako „Niematerialna Dziewczyna: częściowo Budda, częściowo Madonna” oraz jako buddyjska Martha Stewart Ching Hai została uhonorowana Pokojową Nagrodą Gusi w 2006 r. w Manili na Filipinach, za pracę filantropijną i działalność humanitarną Supreme Master Ching Hai International jest korporacją, która składa się z Guanyin Famen / Quan Yin. Jest powiązana także z World Peace Media, Oceans of Love Entertainment, Supreme Master Television oraz łańcuchem wegańskich restauracji Loving Hut. Pod koniec 2008, Ching Hai rozpoczęła kampanię medialną w USA, Europie, Australii i Nowej Zelandii prosząc ludzi, aby „Byli Eko, Byli Wege i Ocalili Planetę”.
Grupa promuje weganizm, czystą energię i sadzenie drzew jako rozwiązanie dla zmian klimatu i zanieczyszczenia środowiska. Supreme Master Ching Hai International Association również złożyła wnioski do Garnaut Climate Change Review, proponując dużą redukcję w hodowli zwierząt. Większość mediów tworzonych przez Supreme Master Ching Hai International jest samopromocyjna, według Thorntona, i ma na celu „zbudowanie społecznego uznania dla działalności grupy”. W roku 1998 zorganizowany został koncert na rzecz paru znanych fundacji dla dzieci w USA.

## Działalność
Ching Hai wspiera wiele wegańskich restauracji i jest uważana za twórczynię międzynarodowej sieci restauracji Loving Hut, które są opisane na jej stronie internetowej. Mimo że jej wszystkie wykłady są bezpłatne, zarobiła miliony dolarów jako malarka, pisarka, projektantka mody i projektantka biżuterii. Jest krytykowana za to, że to przeważnie jej uczniowie kupują jej dzieła, co uważa się za rodzaj dotacji. Wyznawcy na to odpowiadają, że większość zarobionych pieniędzy jest przekazywana dla ubogich i zapewnienie schronienia uchodźcom i ofiarom klęsk.
W 1995 roku odbyła się prezentacja jej luksusowej linii odzieży w Nowym Jorku i Paryżu.
Jej „Elevation of the Soul” jest katalogiem 50 książek, w tym książki kucharskiej oraz 400 video z wykładów.” Jest autorką kilku bogato ilustrowanych książek, m.in. 'Psy w moim życiu' i 'Noble Wilds'. Książki składają się z setek zdjęć zrobionych osobiście przez Ching Hai, wiele z nich zostało graficznie opracowanych, aby pasowały do krótkich wierszy jej autorstwa. Grupa utrzymuje strony internetowe w co najmniej 17 językach, oferując też miesięcznik informacyjny. Supreme Master Television oferuje bezpłatne pobieranie przygotowanych programów.

## Quan Yin
W 1986 roku Ching Hai założyła 'Immeasurable Light Meditation Center’ oraz ‘Way of Sound Contemplation’(Quan Yin) w Miaoli, na Tajwanie. Technika Quan Yin jest wyraźnie podobna do starszej od niej metody Surat Shabd Yoga z tradycji Sant Mat, która także uczy medytacji na światło i dźwięk. W 1988 roku Ching Hai zerwała wszelkie związki z buddyzmem i rozwinęła bardziej świecki styl.
Ching Hai przyjmuje na inicjację ludzi ze wszystkich środowisk i wyznań, pod warunkiem, że są weganami. Nie trzeba zmieniać obecnej religii lub systemu wierzeń.
Metoda Quan Yin wymaga dwóch i pół godziny medytacji dziennie i stosowania się do pięciu wskazań. Należy:
- Powstrzymywać się od zabierania wszelkiego życia (to przykazanie wymaga ścisłego przestrzegania diety wegańskiej czyli diety bez mięsa, ryb, drobiu, jaj/oraz mleka).
- Powstrzymywać się od mówienia tego, co nie jest prawdą.
- Nie brać tego, co nie zostało nam dane.
- Powstrzymywać się od rozwiązłości seksualnej.
- Nie stosować środków odurzających.

## Stroje
Jej ekstrawaganckie stroje w latach 90. były krytykowane jako niewłaściwe dla nauczyciela duchowego. W październiku 1995 r. z okazji Dnia Ching Hai, założyła królewską szatę ponieważ „tak jej kazał Bóg” i niesiono ją w lektyce. W swoich wykładach Ching Hai wyjaśnia, że jej sposób ubierania się ma pokazać, że nie trzeba ubierać mnisich szat, aby osiągnąć oświecenie medytując metodą Quan Yin.